# Élections législatives nauruanes de 2007
Des élections législatives visant à renouveler le parlement nauruan ont eu lieu le 25 août 2007. Il y avait 74 candidats pour 18 sièges disponibles,.
Quinze parlementaires ont été réélus et parmi eux quatorze soutenaient le gouvernement du président de la république Ludwig Scotty ; le seul opposant à avoir été reconduit dans ses fonctions étant l'ancien président René Harris. Des trois sièges ayant changé de main, deux ont été perdus par l'opposition qui n'en a gagné qu'un. Le Président Scotty semblait ainsi disposer d'une majorité de 16 députés, mais lorsqu'il candidata pour être reconduit à la présidence, il obtint quatorze voix, contre trois pour le candidat de l'opposition, Marcus Stephen. Un quinzième député, qui n'avait pas voté, se rallia à la majorité.
| Parti | Parti                                                                    | Dirigeant                                | Circonscription du dirigeant | Résultat   | Changement par rapport à la législature sortante |
| ----- | ------------------------------------------------------------------------ | ---------------------------------------- | ---------------------------- | ---------- | ------------------------------------------------ |
|       | Aucun ; députés indépendants soutenant le gouvernement sortant           | Ludwig Scotty Président de la République | Anabar                       | 15 députés | +0                                               |
|       | Aucun ; députés indépendants s'identifiant comme membres de l'opposition | Marcus Stephen Chef de l'opposition      | Anetan                       | 3 députés  | +0                                               |

## Liste des députés élus
| Député            | Circonscription     |
| ----------------- | ------------------- |
| Rene Harris       | Aiwo                |
| Dantes Tsitsi     | Aiwo                |
| Ludwig Scotty     | Anabar/Ijuw/Anibare |
| Riddell Akua      | Anabar/Ijuw/Anibare |
| Mathew Batsiua    | Boe                 |
| Baron Waqa        | Boe                 |
| Shadlog Bernicke  | Buada               |
| Roland Kun        | Buada               |
| Marcus Stephen    | Ewa/Anetan          |
| Cyril Buraman     | Ewa/Anetan          |
| Rykers Solomon    | Meneng              |
| Sprent Dabwido    | Meneng              |
| Frederick Pitcher | Ubenide             |
| David Adeang      | Ubenide             |
| Valdon Dowiyogo   | Ubenide             |
| Fabien Ribauw     | Ubenide             |
| Dominic Tabuna    | Yaren               |
| Kieren Keke       | Yaren               |